# 特訥索阿亞鄉
46°07′N 27°24′E / 46.117°N 27.400°E
特訥索阿亞鄉（羅馬尼亞語：Comuna Tănăsoaia, Vrancea），是羅馬尼亞的鄉份，位於該國東部，由弗朗恰縣負責管轄，面積46平方公里，海拔高度95米，2002年人口2,257，人口密度每平方公里49人。